# Peter Takács
Ing. Peter Takács (* 16. března 1954) byl slovenský a československý politik a bezpartijní poslanec Sněmovny lidu Federálního shromáždění za normalizace.

## Biografie
K roku 1981 se profesně uvádí jako agronom. Ve volbách roku 1981 zasedl do Sněmovny lidu (volební obvod č. 199 - Trebišov, Východoslovenský kraj). Ve Federálním shromáždění setrval konce funkčního období, tedy do voleb roku 1990 .